# 劉煒 (正統進士)
劉煒（？—？），字有融，浙江慈谿县人，明朝政治人物。

## 生平
正統三年（1438年）戊午科浙江鄉試三十八名舉人，正統四年（1439年）聯捷進士，授南京刑科給事中。當時副都御史周銓因私恨撻打監察御史，諸御史範霖、楊永與尚褫等十人共同彈劾周銓，劉煒亦與同官廬祥等復劾。周銓下詔獄后仍然攻擊眾人。當時王振相來討厭言官，并悉數盡逮下詔獄。劉煒、廬祥之後留任，其餘人或戍或謫或死於獄中。劉煒之後晋升為都給事中。景泰四年（1453年），負責賑災山東。
天順年間，出任雲南參政，改廣東。后在平定民變中患病去世。